# Ивайло Стоянов
Ивайло Иванов Стоянов е български и международен футболен съдия, към октомври 2020 година е част от ранлистата съдии на БФС и УЕФА. Футболен съдия № 1 на България за 2014 година. Ръководил е няколко Вечни дербита, Финал за Купата на България, Финал за Суперкупата на България и др. През 2020 година ръководи двубои от Лигата на нациите.

## Биография
Като дете започва да тренира в ДЮШ на ФК Беласица, но още на 21 години се отдава само на съдийството. Негов първи треньор е основателят на петричката школа Георги Николов – Шмин. По-късно негови треньори са м. с. Никола Шаламанов, Любомир Личков, Георги Ръжданов и Воин Войнов.
В продължение на няколко години Стоянов управлява и детски футболен клуб от гр. Петрич, с наименованието ДФК „Мечетата“. През месец май 2020 година обаче клубът се влива в редиците на ДЮШ на Беласица.
Извън футбола Стоянов работи в счетоводна къща. Става известен и със своето участие в телевизионното шоу „Моята голяма телевизионна сватба“, част от шоуто на Слави Трифонов. Оттам е и прозвището му „Сватбата“.
Стоянов е женен за Фотка Стоянова, с която има син.